# Rivolta d'Adda
Rivolta d'Adda é uma comuna italiana da região da Lombardia, província de Cremona, com cerca de 7.007 habitantes. Estende-se por uma área de 29 km², tendo uma densidade populacional de 242 hab/km². Faz fronteira com Agnadello, Arzago d'Adda (BG), Casirate d'Adda (BG), Cassano d'Adda (MI), Comazzo (LO), Merlino (LO), Pandino, Spino d'Adda, Truccazzano (MI).

## Demografia
| Variação demográfica do município entre 1861 e 2011                               |
|                                                                                   |
| Fonte: Istituto Nazionale di Statistica (ISTAT) - Elaboração gráfica da Wikipedia |

## Locais de interesse
- Parque Pré-histórico, parque natural temático localizado na periferia da cidade em si, dentro do Parque Adda.